# Richard Foster
Richard Martyn Foster (Aberdeen, 31 luglio 1985) è un ex calciatore scozzese, di ruolo difensore.

## Biografia
Dal 2018 è sposato con la cantautrice scozzese Amy Macdonald.

## Carriera

### Club
Il 31 agosto 2010, dopo aver giocato per 7 anni nell'Aberdeen, si trasferisce in prestito per una stagione ai Rangers, in cambio di Velička. A fine anno torna all'Aberdeen.

### Nazionale
Ha giocato nella nazionale scozzese Under-21.

## Palmarès

### Club

#### Competizioni nazionali
- Campionato scozzese: 1

Rangers: 2010-2011
- Coppa di Lega scozzese: 2

Rangers: 2010-2011
Ross County: 2015-2016
- Scottish League One: 1

Partick Thistle: 2020-2021
- Scottish League One: 1

Rangers: 2013-2014
- Scottish Third Division: 1

Rangers: 2012-2013